# Plagiothecium alpinum
Plagiothecium alpinum là một loài Rêu trong họ Plagiotheciaceae. Loài này được (Kern) Jedl. miêu tả khoa học đầu tiên năm 1950.